# Trương Mỹ Ngọc
Trương Mỹ Ngọc (張美玉, ?-?) là quan văn nhà Tây Sơn trong lịch sử Việt Nam, quê ở huyện An Nhơn, tỉnh Bình Định. Thời Tây Sơn ông là một trong sáu người được người đời phong tặng danh hiệu Tây Sơn lục kỳ sĩ.
Trương Mỹ Ngọc quê ở Tuy Viễn, phủ Qui Nhơn nay là huyện An Nhơn, tỉnh Bình Định. Trương Mỹ Ngọc là người đức cao, học rộng, nổi tiếng về cốt cách trung hậu, khí phách anh hùng và có uy tín với dân chúng trong vùng.
Thấy cảnh nhiễu nhương bè đảng loạn thần Trương Phúc Loan, nhân Nguyễn Nhạc đang xây dựng lực lượng lo đại sự, cụ là một trong những người sớm nhất theo giúp quân Tây Sơn.
Năm Tân Mão, niên hiệu Cảnh Hưng thứ 32, Định Vương Nguyễn Phúc Thuần thứ 6, tức năm 1771. Nguyễn Nhạc được các người cùng hợp tác và các nhân sĩ đồng bào địa phương tôn làm Tây Sơn Vương. Ông và Võ Xuân Hoài được giao công tác dân sự (hành chánh, ngoại giao, tuyên truyền...).
Năm 1773, Tây Sơn khởi nghĩa. Ông được Nguyễn Nhạc trọng dụng, phong Hiệp Biện Đại học sĩ. Ông theo đạo quân thứ nhì do Nguyễn Nhạc thống lãnh tiến đánh huyện lỵ Tuy Viễn.
Năm 1778, Nguyễn Nhạc xưng đế hiệu Minh Đức Hoàng Đế, niên hiệu Thái Đức. Ông được phong quan đến chức Lại Bộ Thị lang.
Năm 1789, dưới thời Quang Trung Nguyễn Huệ, cụ được cử làm Chưởng viện cơ mật.
Năm 1793, khi quân Nguyễn Ánh đánh ra Quy Nhơn, quân Tây Sơn liên tiếp thua trận, cụ Trương Mỳ Ngọc dâng biếu trần tình, khuyên vua trè cảnh Thịnh (Nguyễn Quang Toàn) nên xa lánh tiểu nhân, thân cận người hiền tài và giữ cốt cách chính nhân quân tử... thì bị đại thần Bùi Đắc Tuyên (cậu ruột vua cảnh Thịnh) ghen ghét lập mưu tước thu quan chức.